# FK Göyazan Qazax
Maillots
Le Futbol Klubu Göyazan Qazax (en azéri : Futbol Klubu Göyəzən Qazax), plus couramment abrégé en FK Göyazan Qazax, est un ancien club azerbaïdjanais de football fondé en 1978 et disparu en 2017, et basé dans la ville de Qazax.

## Historique
- 1978 : fondation du club

## Palmarès
| Compétitions nationales                                            |
| ------------------------------------------------------------------ |
| - Championnat d'Azerbaïdjan soviétique (1) : - Champion : 1985-86. |

## Personnalités du club

### Présidents du club
- Jahangir Hadiyev

### Entraîneurs du club
- Elhan Muradov